# 五分珠
五分珠，一個台灣止痛成藥品牌名稱，主要止痛成份為阿司匹靈。最早由藥師連華封在日治台灣臺東廳關山郡（今台東縣關山鎮）開設的易生堂藥房，於1919年開始生產，一度曾銷售至日本內地。2016年停止生產。以其廣告口號「頭痛，五分珠，嘴齒痛，五分珠」為人熟知。

## 歷史
藥師連華封，在台東關山鎮開設藥局易生堂。1919年（大正8年）研發出五分珠，以「掛藥包」方式在全台灣各地販售，成為知名藥品。「掛藥包」是將家庭基本藥品，如紅藥水、感冒藥、止痛藥等，打包出售，在吃完藥品時，再由藥局來補貨。五分珠以這個方式銷售，成為台灣知名藥品，並外銷至日本內地。其品項也隨之擴展。共有十種不同品項，分有頭痛、牙痛、喉嚨痛、關節痛、肌肉痛、月經痛，有大人五分珠、小孩五分珠等。
在第二次世界大戰結束後，中華民國政府接管台灣。於1949年（民國38年），其長子連蓮增將易生堂搬遷至台北市武昌街，以五分珠為主要商品。在電視開播之後，以電視廣告行銷，成為台灣當時最知名的本土止痛藥。其弟留在關山，繼續經營家傳藥房，將其改名福生堂。
2016年（民國105年）年底，易生堂停止生產及販售五分珠。

## 主要成份
其主要成份為阿斯匹靈（Aspirin），對乙醯胺基酚（Acetaminophen），以及咖啡因（無水咖啡鹼，Caffeine Anhydrous）。

## 流行文化
台灣流行樂團五月天，在2001年暫時休團期間，因其貝斯手瑪莎仍在服義務兵役，曾短暫以五分珠樂團名稱進行地下表演。在成名後，也曾以五分珠樂團的名稱參與地下樂團演出。